# Phaonia praedatoria
Phaonia praedatoria är en tvåvingeart som först beskrevs av John Otterbein Snyder 1957.  Phaonia praedatoria ingår i släktet Phaonia och familjen husflugor. Inga underarter finns listade i Catalogue of Life.